# 平磯海づり公園
神戸市立平磯海づり公園（こうべしりつひらいそうみづりこうえん）は、神戸市が有する有料の海釣り公園 (管理釣り場) である。
兵庫県神戸市垂水区にある。明石海峡に面している、全長約1400ｍの釣り場となっている。1984年 (昭和59年) 開業。

## 設備
自動販売機やトイレ、バーベキュー場(別料金、要予約)、売店、テント、駐車場などが設置されている。釣り台の真下には、テトラポットなどの漁礁が沈められている。売店では、釣り具、釣り餌(シラサエビ、オキアミ、アミエビ、石ゴカイなど)、菓子などを販売し、釣りについてのアドバイスも行われる。釣竿や釣り具、ライフジャケットのレンタルサービスもある。バーベキュー場は、予約状況が公式サイトにて公開される。バーベキュー場のみの利用は不可。グループの半数以上が釣りをすることが求められる。活魚販売(マダイ)もある。
身体障がい者優先釣り場、スロープ、オストメイトトイレなどが設置され、施設がバリアフリー対応となっている。
ルアーフィッシングや投げ釣り、エギングも可能であるが、集魚剤などの使用は不可。
大物賞も設定されていて、アイナメ、アコウ、ウマヅラハギ、クロダイ、カサゴ、アオリイカ、タコなどの所定の魚種で年間で最大のもの(アオリイカ、タコは重量、それ以外は長寸)を釣った人には景品が贈呈される。

## イベント
- ナイター営業
- 釣り大会
- 正月用活魚販売会[8]
- 海釣り教室
- サービスデー
- ほか[9]

## アクセス

### 鉄道
山陽電鉄「東垂水」駅より南に徒歩3分。JR山陽本線(神戸線)「垂水」駅より徒歩12分

### 自動車
阪神高速3号神戸線「若宮IC」から西へ10分　または　第2神明道路「名谷IC」南へ約12分

## 周辺の観光スポット
- 須磨海づり公園
- 須磨浦山上遊園
- 五色塚古墳
- アジュール舞子
- 舞子公園
- 海神社
- 橋の科学館